# Salenthal

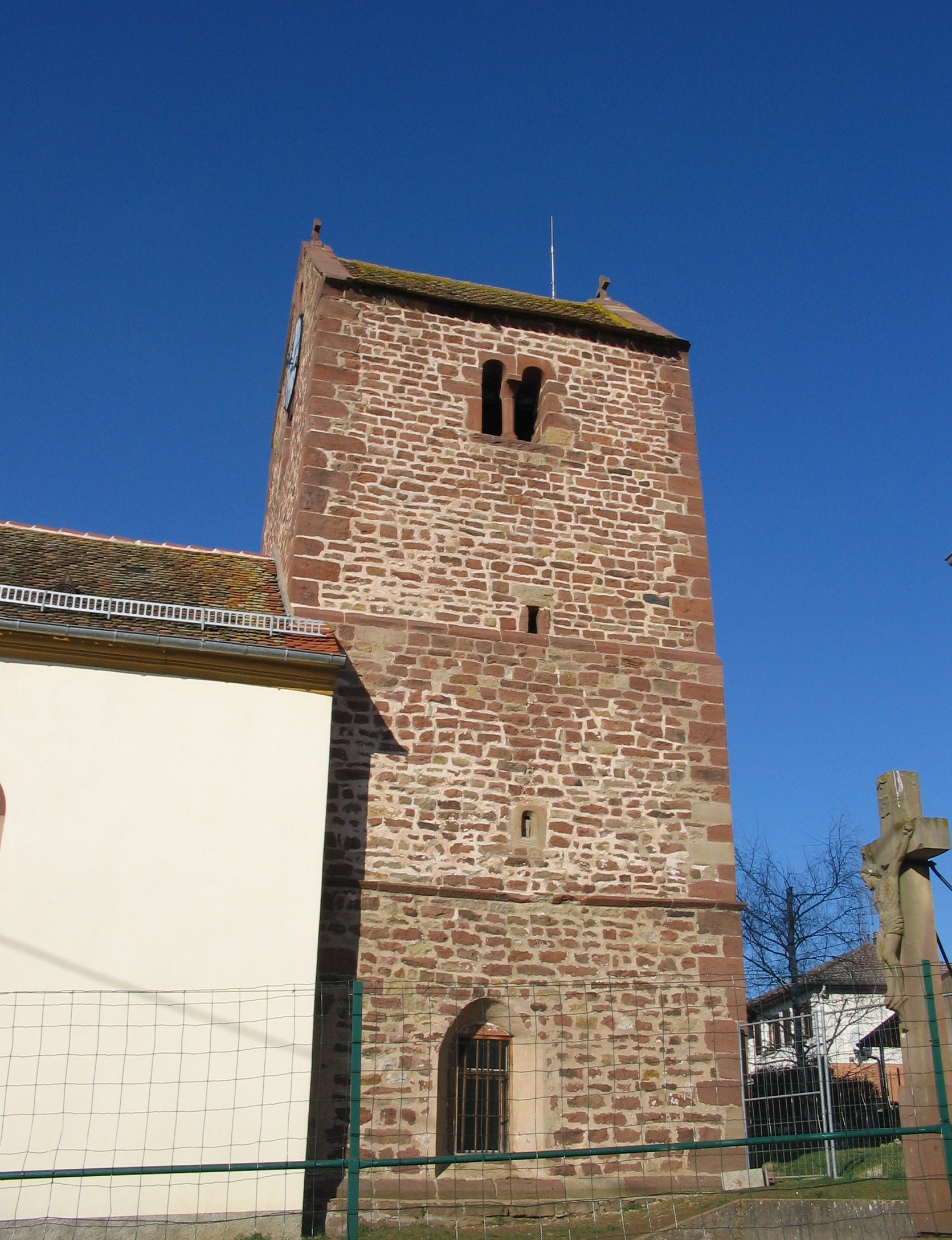
Kirche Saint-Maurice

Salenthal (deutsch Salental) ist eine Commune déléguée in der französischen Gemeinde Sommerau mit 215 Einwohnern (Stand 1. Januar 2021) im Département Bas-Rhin in der Region Grand Est (bis 2015 Elsass) in Frankreich.

## Geschichte

### Mittelalter
Die älteste erhaltene Erwähnung von Salenthal stammt von 1122 aus einem Dokument des Klosters Marmoutier. Salenthal gehörte zur Herrschaft Ochsenstein. Es war ein Lehen des Bischofs von Metz. Als die Familie derer von Ochsenstein im Mannesstamm mit Georg von Ochsenstein 1485 ausstarb, gelangte das Erbe über dessen Schwester an die Grafen von Zweibrücken-Bitsch.

### Neuzeit
1570 kam es zu einem weiteren Erbfall, der Salenthal zur Grafschaft Hanau-Lichtenberg brachte: Graf Jakob von Zweibrücken-Bitsch (* 1510; † 1570) und sein schon 1540 verstorbener Bruder Simon V. Wecker hinterließen nur jeweils eine Tochter als Erbin. Die Tochter des Grafen Jakob, Margarethe (* 1540; † 1569), war mit Philipp V. von Hanau-Lichtenberg (* 1541; † 1599) verheiratet. Zu dem sich aus dieser Konstellation ergebenden Erbe zählte auch die Herrschaft Ochsenstein. In der Verwaltungsstruktur der Grafschaft Hanau-Lichtenberg wurde Salenthal dem Amt Westhofen zugeschlagen. Philipp V. von Hanau-Lichtenberg führte in den ererbten Gebieten sofort die Reformation durch, die wie sein übriges Herrschaftsgebiet nun lutherisch wurden.
Mit der Reunionspolitik Frankreichs unter König Ludwig XIV. kamen das Amt Westhofen und Salenthal unter französische Oberhoheit. Nach dem Tod des letzten Hanauer Grafen, Johann Reinhard III., fiel das Erbe 1736 an den Sohn seiner einzigen Tochter, Charlotte, den Erbprinzen und späteren Landgrafen Ludwig (IX.) von Hessen-Darmstadt. Salenthal gehörte in Hessen-Darmstädtischer Zeit nicht mehr zum Amt Westhofen.
Die Gemeinde Salenthal war Mitglied der Communauté de communes de la Sommerau und wurde per 1. Januar 2016 mit Allenwiller, Birkenwald und Singrist zur Commune nouvelle Sommerau zusammengelegt.

### Bevölkerungsentwicklung
| Jahr      | 1962 | 1968 | 1975 | 1982 | 1990 | 1999 | 2007 | 2017 |
| Einwohner | 113  | 123  | 123  | 121  | 140  | 165  | 214  | 216  |

## Sehenswürdigkeiten
- Die Kirche Saint-Maurice stammt aus dem 19. Jahrhundert; der Turmchor aus dem 13. Jahrhundert.